# Dialytes umbratus
Dialytes umbratus är en skalbaggsart som beskrevs av Vladimir Balthasar 1941. Dialytes umbratus ingår i släktet Dialytes och familjen Aphodiidae. Inga underarter finns listade i Catalogue of Life.